# Nekonečná pieseň
Chansons représentant la Slovaquie au Concours Eurovision de la chanson
Amnestia na neveru
(1993) Kým nás máš
(1996)
Nekonečná pieseň (en français, Chanson sans fin) est la chanson représentant la Slovaquie au Concours Eurovision de la chanson 1994. Elle est interprétée par le groupe Tublatanka.

## Eurovision
Il s'agit de la première participation de la Slovaquie au Concours Eurovision de la chanson ; en 1993, la chanson slovaque Amnestia na neveru interprétée par Elán fut éliminée lors d'un premier tour entre anciens pays soviétiques et yougoslaves. Après la relégation ou le retrait de plusieurs pays, l'UER retient la Slovaquie. La diffuseur STV1 choisit en interne Nekonečná pieseň du groupe Tublatanka. C'est donc la première présentation d'une chanson en slovaque devant tous les autres pays européens.
La chanson est la quinzième de la soirée, suivant Wir geben 'ne Party interprétée par Mekado pour l'Allemagne et précédant Lopsine mylimai interprétée par Ovidijus Vyšniauskas pour la Lituanie.
À la fin des votes, elle obtient 15 points (trois points de la Grèce et douze points de Malte) et finit à la dix-neuvième place sur vingt-cinq participants, ex æquo avec Sto pregando interprétée par Duilio pour la Suisse. La Slovaquie fait partie des sept pays relégués pour le Concours Eurovision de la chanson 1995.

### Points attribués à la Slovaquie
| 12 points | 10 points | 8 points | 7 points | 6 points |
| --------- | --------- | -------- | -------- | -------- |
| - Malte   |           |          |          |          |
| 5 points  | 4 points  | 3 points | 2 points | 1 point  |
|           |           | - Grèce  |          |          |